# 冯·诺伊曼全集
在集合论和有关的数学分支中，冯·诺伊曼全集或冯·诺伊曼集合层次，是由所有集合組成的类，可以分成超限階级的个体集合（a transfinite hierarchy of individual sets）。
它可以用超限归纳法定义为如下：
- 设V0是空集{}。
- 对于任何序数α，设Vα+1是Vα的幂集。
- 对于任何极限序数λ，设Vλ是迄今为止所有V-阶段的并集：

{\displaystyle V_{\lambda }:=\bigcup _{\alpha <\lambda }V_{\alpha }\!}.
- 最后，设V是所有V-阶段的并：

{\displaystyle V:=\bigcup _{\alpha }V_{\alpha }\!}.
等价的说，对于任何序数α，设{\displaystyle V_{\alpha }:=\bigcup _{\beta <\alpha }{\mathcal {P}}(V_{\beta })\!}，这里的{\displaystyle {\mathcal {P}}(X)\!}是X的幂集。

## V和集合论
如果ω是自然数的集合，则Vω是继承有限集合的集合，它是不带有无穷公理的集合论的模型。Vω+ω是普通数学的全集。它是Zermelo集合论的模型。如果κ是不可及基数，则Vκ是Zermelo-Fraenkel集合论自身的模型，而Vκ+1是Morse–Kelley集合论的模型。
注意所有个体阶段Vα都是集合，但是它们的并集V是真类。在V中的集合叫做继承良基集合；基础公理要求所有集合是良基的而因此是继承良基的。（也有的公理系统忽略基础公理，或把基础公理替換為其強否定，如Aczel的反基础公理，不過這類系統很少被用到）。
给定任何集合A，使得A是某個Vα的子集的最小序数α是A的阶（或继承等级）。

## 哲学观点
有两种不同的方式来理解冯·诺伊曼全集V和ZFC的联系。粗略的说，形式主义者傾向於把V看作是从ZFC公理推出的某种东西（例如，ZFC证明了所有集合都在V中）。在另一方面，实在論者會把冯·诺伊曼全集看作从直觉可直接触及的某种东西，而把ZFC公理看作在V中为真的命题，透過簡單論證（透過自然語言），可以使人信服它們的真確性。一个可能的中间立场是，冯·诺伊曼层次的形象化概念给ZFC公理提供了一个动机（所以這些公理不是任意提出來的），但這不意味ZFC公理確實有描述真实存在的对象。